# Zapoteca
Els zapoteques són un grup de pobles indígenes de Mèxic, que es diuen binni zaa "el poble nadiu" o "el poble del núvol". Són més coneguts pel derivat de la paraula nàhuatl tzapotecatl que en català "poble de l'arbre zapote", primer nom donat pels asteca als habitants d'Oaxaca. Formen un grup amb els chatino, i alguns els inclouen amb els otomang. El president mexicà Benito Juárez, un amerindi zapoteca, va ser el primer president amerindi del continent americà.

Bandera zapoteca

## Localització
Viuen a l'estat d'Oaxaca i es divideixen en quatre grups:
- Zapoteques de les Valls Centrals, o binnizà, que viuen al centre de la vall d'Oaxaca (Mitla i Tehuantepec).
- Zapoteques de la Serralada d'Oaxaca o bene xon, que viuen a Ixtlán, Villa Alta i Choapán.
- Zapoteques de l'Istme de Tehuantepec, o ben zaa, que viuen a Tehuantepec.
- Zapoteques del Sud, a la serralada Miahuatlan, sovint agrupats amb els zapoteques de l'Istme de Tehuantepec.

També hi ha colònies zapoteca fora d'Oaxaca, com Colonia Danta Maria, formada per immigrants a la ciutat de Mèxic.

## Costums i organització administrativa
Vegeu també l'article: Civilització zapoteca
Durant el període colonial espanyol foren reduïts a pagesos per tal que paguessin tribut, i avui dia encara són predominantment vilatans i agricultors artesans. La seva cultura també ho és, ja que la llengua només es parla a la llar i al camp. La seva cultura moderna és similar a la del Mèxic rural, una complexa amalgama espanyol-mexicà-indígena. La seva cultura, però, és la predominant a l'istme de Tehuantepec. La dona es dedica al comerç, és activa i molt relacionada socialment, aprticipa en la política i té certa independència domèstica. Hi ha moltes mares solteres, i els unochis (homosexuals) són respectats i vistos com un més del grup. Encara que van convertir-se a la religió catòlica dels conquistadors, alguns costums i creences antigues sobreviuen, com les velas (festes) barrejades amb cristianisme, on les yoanas i la yoana gola se n'encarreguen de tot.
Des dels anys 70 molts han emigrat a les ciutats de Mèxic i als Estats Units. Durant aquests temps, moltes viles de la vall Zapoteca, com Teotitlán del Valle, s'han especialitzat en producció de manufactures, per les que són coneguts a nivell nacional i internacional, cosa que els ha donat un cert orgull de llur herència que s'ha manifestat en el desenvolupament de programes per tal de preservar-ne la llengua i els costums. Una altra ciutat important per aquest motiu és Juchitán, a l'istme.
En general, han mantingut la seva cultura, llengua i tradicions, i han participat en el moviment obrer i sindical. Un zapoteca, Cabrera Guzmán, fou dirigent nacional del sindicat del petroli del 1980 al 1990, i Demetrio Vallejo fou un important sindicalista ferroviari. També controlen la Unión de Comunidades Indígenas de la Zona Norte del Istmo (UCIZONI), amb el seu cap Carlos Beas. Les dones zapoteca dominen el comerç de la zona amb Guatemala. Matías Romero (80.000 habitants, el 50% indis) és la seu d'UCIZONI, que agrupa 60 comunitats, i presidida per zapoteques i mixes. UCIZONI vol respectar els drets humans, l'ús de les llengües indígenes, impulsar activitats econòmiques, es preocupa per l'organització, el finançament i l'activisme sindical. Oficialment, la seva llengua és oficial i l'ensenyament ha de ser bilingüe, però de fet no es fa.
Juchitán, ciutat rival de Tehuantepec, té una central termoeléctrrica, així com embotelladores de Coca Cola i Okey. Ací és forta la Coalición Obrera y Campesina del Istmo (COCEI), partidària de la col·lectivització de la societat.

## Demografia i llengua
Avui dia viuen 777,253 zapoteques a Mèxic. La majoria (65,1%) encara parla la seva llengua, anomenada didxa'za "paraula del núvol", però amb moltes diferències dialectals (alguns lingüístes en consideren 45). L'espanyol té la funció de ser lingua franca entre els diversos dialectes si aquests són mútuament inintel·ligibles. La llengua, o les llengües, formen una branca de la família otomang.